# نفاش مشاكس
النَّفَّاش المشاكس (الاسم العلمي: Philomachus pugnax) هي نوع من الطيور يتبع جنس الدريجة المطوقة من فصيلة دجاج الارض. وهي نوع من الطيور العابرة متوسطة الحجم. تتوالد وتعيش في المستنقعات والمروج الرطبة في مختلف المناطق في شمال أوراسيا. إن ذكور الحجوالة أكبر حجماً من الإناث بكثير. لذكور الحجوالة ريش يحتوي على خصلات زاهية اللون وياقة ريشية كبيرة. تضع الأنثى أربع بيضات في عش أرضي مخفٍ بشكل جيد، حيث تفقس وتتربى الفراخ وحدها. من بين الحيوانات المفترسة التي تهاجم الفراخ والبيض: الثدييات مثل الثعالب والقطط الوحشية والقواقيم، بالإضافة إلى الطيور مثل النوارس كبيرة وطيور الكركر. طيور الحجوالة المهاجرة اجتماعية بشكل كبير، فأحياناً تتواجد في تجمعات ضخمة في جنوب وغرب أوروبا، وأفريقيا، وجنوب آسيا، وأستراليا. تبحث الطيور في الأرض المعشبة الرطبة والطين الناعم عن المواد الصالحة للأكل. الغذاء الرئيسي هو الحشرات، بالإضافة إلى الأرز والذرة الصفراء.